# Африкански коралови змии
Африканските коралови змии (Aspidelaps) са род влечуги от семейство Аспидови (Elapidae).
Таксонът е описан за пръв път от австрийския зоолог Леполод Фицингер през 1843 година.

## Видове
- Aspidelaps lubricus – Южноафриканска кобра
- Aspidelaps scutatus